# シモハナ物流
シモハナ物流株式会社は、日本の運送会社。食品物流分野で全国トップクラスの規模をもつ中堅企業。シモハナグループの中核企業であり、一般貨物自動車運送事業、倉庫業、3PL事業などを展開している。2023年4月時点で、物流センター等を56拠点、車両台数は1680台を有する。広島を中心に、沖縄を除く九州から関東までをカバーしている。

## 沿革
- 1931年 - 広島県安芸郡坂町で創業[1]。当初は食品物流でなく、火力発電所の焼却灰運搬などのニッチな業務を担う小さな運送会社だった[6]。
- 1955年 - シモハナ物流株式会社設立[5]。
- 1994年 - 大手食品商社と取引開始。量販店の「センター化構想」に伴い、物流センターの運営に着手[5]。
- 2004年 - 岡山第三営業所開設により外食物流へ参入[5]。
- 2006年 - 関西エリアへ進出[5][1]。
- 2008年 - 中京エリアへ進出[5]。
- 2011年 - 全国展開を目指しシモハナ物流グループ統一合併（シモハナ物流・岡山物流・アンゼン）。関東への進出に向けて厚木営業所開設[5]。
- 2014年 - 関東第二拠点となる浦和営業所開設[5]。
- 2022年 - 北陸エリアへ進出[4]。

## 不祥事
- 労働者7名に、36協定の延長時間を超えて違法な時間外労働を行わせたとして2019年2月12日に書類送検された。[7]
- 2015年〜2017年の期間にシモハナ物流浦和営業所が業務中に駐車違反したドライバーの身代わりに本来、運転業務をしない管理職などが運転したと偽り、警察へ出頭し処分を受けていた。県警の任意聴取に営業所幹部は大筋犯行を認め、県警は2017年9月末に犯人匿避、同教唆の疑いで営業所への家宅捜索。

## グループ会社
公式ホームページより。
- シモハナパートナーズ株式会社
- 関東シモハナ物流株式会社
- 下花建設株式会社
- シモハナ測量設計株式会社
- 株式会社ヒロコン
- 株式会社スリーエスアンドエル
- 電力調査株式会社
- 下花物産株式会社
- 株式会社九動
- 下花商事株式会社